# デヴィッド・グレイルザンマー
デヴィッド・グレイルザンマー（ヘブライ語: דוד גריילסאמר, ラテン文字転写: David Greilsammer, 1977年8月10日 - ）は、イスラエルの指揮者、ピアノ奏者。
エルサレム出身。6歳の頃からルービン音楽院でピアノを学び、パリやフィレンツェ等への留学を経て帰国後、ヤーリ・ワーグマンの下で指揮とピアノを学んだ。兵役を終えた後、アメリカに渡ってジュリアード音楽院に入り、ヨヘヴェド・カプリンスキーとリチャード・グードにピアノを学んだ。2004年にリンカーン・センターでリサイタルを開いてデビュー。2005年にスエダマ・アンサンブルを結成して指揮活動を始めた。2009年からジュネーヴ室内管弦楽団の音楽監督となったが、2013年にはジュネーヴ・カメラータを結成し、その音楽監督に転出した。